# Manuel José Fernández Chacón
Manuel José Fernández Chacón (* 26. März 1786  in San José, Costa Rica; † 31. Juli 1841 in Puntarenas, Costa Rica) war von 18. März bis 5. Mai 1835 Jefe de Estado von Costa Rica.

## Leben
Seine Eltern waren Petronila Chacón y Aguilar und Félix Fernández y Tenorio.
Seine Schwester heiratete Mariano Montealegre Fernández
Am 23. September 1824 heiratete er in Cartago Dolores Oreamuno y Muñoz de la Trinidad, die Tochter von Juana Muñoz de la Trinidad y Gómez und Gregorio de Oreamuno y Alvarado.
In dieser Ehe wurden acht Kinder geboren:
Juana Virgita de Jesús, Federico Fernández Oreamuno, Pacífica Fernández Oreamuno, Juan Manuel de la Trinidad, Juana Emerenciana, Juan Manuel Faustino, Juan Manuel und Próspero Fernández Oreamuno.
Einer seiner Enkel war José María Castro Madriz.
Er war Eigentümer einer Rinderfarm in der Nähe von Bagaces in Guanacaste.
1823 war er Bürgermeister von Bagaces, er war Mitglied der verfassunggebenden Versammlung von 1824 bis 1825
1825 bis 1832 Statthalter von San José (Costa Rica)
1833 wurde er zum Stellvertreter des Jefe de Estado Rafael Luis José de Gallegos y Alvarado designiert.
Von Rafael Luis José de Gallegos y Alvarado saß er dem Consejo Representativo, Parlament vor.

## Jefe de Estado
Rafael Luis José de Gallegos y Alvarado trat im März 1833 von seinem Amt zurück.
Von Juni 1834 bis 4. März 1835 war Agustín Gutiérrez Lizaurzábal für Gallegos stellvertretend, geschäftsführender Jefe de Estado.
Das Parlament nahm am 4. März 1835 seinen Rücktritt an und widerrief am 6. März 1844 seine Wahl zum Präsidenten.
Mit der Annahme des Rücktrittes war vom 4. bis 18. März 1835 Juan José de Lara y Arias aus Salamanca (* 1780) Jefe de Estado.
Vom 18. März bis 5. Mai 1835 war Manuel José Fernández Chacón geschäftsführender Jefe de Estado.
Als das Parlament am 6. März 1835 die Wahl von Gallegos widerrief war damit seine Stellvertretung ebenfalls annulliert.
Am 5. Mai 1835 wurde Braulio Evaristo Carrillo Colina Jefe de Estado.
Unter seiner Leitung wurde der Diezmo durch eine Grundsteuer der Landwirtschaft an die Kirche ersetzt.
Von 1835 bis 1837 war er noch einmal Stellvertretender des Jefe de Estado Braulio Evaristo Carrillo Colina und Vorsitzender des Consejo Representativo.
Er inspizierte eine Baustelle eines Zollhauses im Hafen von Puntarenas, als er einen tödlichen Sturz erlitt.
Sein Sohn José María Castro Madriz, und einer seiner Söhne, Próspero Fernández Oreamuno wurden Präsidenten der Republik.